# 10 000 mètres masculin aux championnats du monde d'athlétisme 2019
Pour un article plus général, voir Championnats du monde d'athlétisme 2019.
Navigation
Londres 2017 Eugene 2022
L'épreuve du 10 000 mètres masculin des championnats du monde de 2019 se déroule le 6 octobre 2019 dans le Khalifa International Stadium, au Qatar.

## Résultats
| Rang                 | Athlète                | Nationalité | Temps    | Notes |
| -------------------- | ---------------------- | ----------- | -------- | ----- |
| Médaille d'or        | Joshua Cheptegei       | Ouganda     | 26:48.36 | WL    |
| Médaille d'argent    | Yomif Kejelcha         | Éthiopie    | 26:49.34 | PB    |
| Médaille de bronze   | Rhonex Kipruto         | Kenya       | 26:50.32 |       |
| 4                    | Rodgers Kwemoi         | Kenya       | 26:55.36 | PB    |
| 5                    | Andamlak Belihu        | Éthiopie    | 26:56.71 |       |
| 6                    | Mohammed Ahmed         | Canada      | 26:59.35 | NR    |
| 7                    | Lopez Lomong           | États-Unis  | 27:04.72 | PB    |
| 8                    | Yemaneberhan Crippa    | Italie      | 27:10.76 | NR    |
| 9                    | Hagos Gebrhiwet        | Éthiopie    | 27:11.37 |       |
| 10                   | Shadrack Kipchirchir   | États-Unis  | 27:24.74 | SB    |
| 11                   | Alex Korio             | Kenya       | 27:28.74 | PB    |
| 12                   | Sondre Nordstad Moen   | Norvège     | 28:02.18 |       |
| 13                   | Leonard Korir          | États-Unis  | 28:05.73 |       |
| 14                   | Soufiane Bouchikhi     | Belgique    | 28:15.43 |       |
| 15                   | Aron Kifle             | Érythrée    | 28:16.74 |       |
| 16                   | Rodrigue Kwizera       | Burundi     | 28:21.92 | PB    |
| 17                   | Abdallah Kibet Mande   | Ouganda     | 28:31.49 |       |
| 18                   | Onesphore Nzikwinkunda | Burundi     | 29:11.50 |       |
|                      | Hassan Chani           | Bahreïn     | DNF      | DNF   |
| Thierry Ndikumwenayo | Burundi                |             | DNF      | DNF   |
| Julien Wanders       | Suisse                 |             | DNF      | DNF   |

## Légende
Records et Performances
- AR : Record continental (area record)
- CR : Record des championnats (championship record)
- MR : Record du meeting (meet record)
- NR : Record national (national record)
- OR : Record olympique (olympic record)
- PR : Record paralympique (paralympic record)
- PB : Record personnel (personal best)
- SB : Meilleure performance personnelle de la saison (season's best)
- WL : Meilleure performance mondiale de l'année (world leader)
- WJR : Record du monde junior (world junior record)
- WR : Record du monde (world record)

Circonstances et Conditions
- DNF : N'a pas terminé (did not finish)
- DNS : N'a pas pris le départ (did not start)
- DQ : Disqualification (disqualification)
- NM : Aucun essai valable enregistré (No Mark)
- Q : Qualifié « directement » au prochain tour (ou à la prochaine compétition), lors d'une compétition majeure, grâce au classement ou à la réalisation des minima (automatic qualifier)
- q : Qualifié au prochain tour (ou à la prochaine compétition), lors d'une compétition majeure, grâce au repêchage ou à la réalisation de l'une des meilleures performances parmi celles des « non qualifiés directement » (grâce au meilleur temps ou à la meilleure distance par exemple) (secondary qualifier)